# Dezeen
Dezeen es una revista en línea sobre arquitectura, interiorismo y diseño con sede en Londres y oficinas en Hoxton y previamente en Nueva York.

## Historia
Dezeen fue lanzada en Londres por Marcus Fairs a finales de noviembre de 2006. En 2015 abrió una oficina en Nueva York, inicialmente en Manhattan y posteriormente en Brooklyn, hasta que cerró en otoño de 2020. En 2018, la revista lanzó los Dezeen Awards, unos premios anuales que reconocen los logros en arquitectura, interiorismo y diseño a nivel mundial.
En marzo de 2021, Dezeen fue comprada por la empresa danesa JP/Politikens Hus. Dezeen es la primera adquisición de JP/Politikens Hus fuera de Escandinavia. Esta adquisición forma parte de la estrategia de JP/Politikens Hus para aumentar sus ingresos de 3000 a 5000 millones de coronas danesas en 2025. En el momento de su adquisición, el sitio web tenía más de tres millones de visitantes distintos al mes y más de 6.5 millones de seguidores en redes sociales.
El fundador de la revista, Marcus Fairs, falleció en 2022 a la edad de 54 años.

## Recepción
Dezeen fue nombrado mejor blog de arquitectura por el periódico The Independent en 2012, y The Times lo incluyó en su lista de las «cincuenta mejores páginas web sin las cuales no podrías vivir» en 2013. Dezeen también fue incluida en la lista Design 100 de la revista Time de las «fuerzas más influyentes en el diseño a nivel global».